# Friedrich Hecker
Vous lisez un « bon article » labellisé en 2009.
Pour les articles homonymes, voir Hecker.
Friedrich Franz Karl Hecker (né le 28 septembre 1811 à Eichtersheim et mort le 24 mars 1881 à Summerfield), est un homme politique et un révolutionnaire badois du milieu du XIXe siècle.
Équivalent badois de Garibaldi[Selon qui ?], il est un ardent défenseur d'une unité allemande réalisée autour d'un idéal démocratique. Après avoir tenté de promouvoir ses idées dans un cadre parlementaire et légal, lors de la Révolution qui touche les États allemands au début du printemps des peuples, il mène l'insurrection républicaine d'avril 1848 dans le sud du grand-duché de Bade.
Vaincu, il s'exile aux États-Unis d'Amérique, où il prend part à la guerre de Sécession.

## Avant la Révolution: du libéralisme au radicalisme

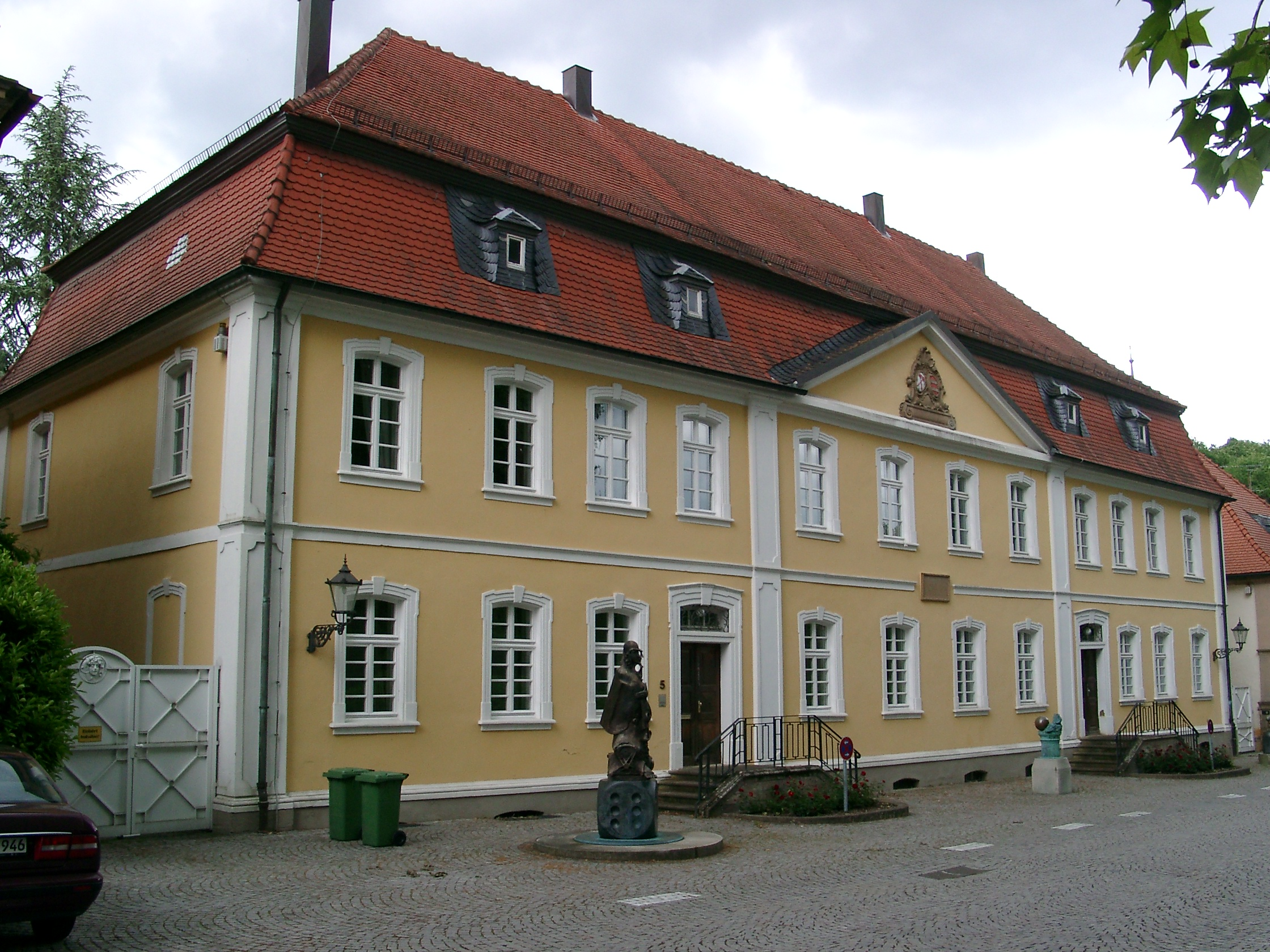
Maison natale de Friedrich Hecker à Eichtersheim (aujourd'hui quartier de la commune d'Angelbachtal).

### Un disciple du libéral Itzstein (1842-1846)
Né le 28 septembre 1811 à Eichtersheim (auj. Angelbachtal, dans le Kraichgau), Friedrich Franz Karl Hecker est le fils du Hofrat bavarois Josef Hecker (1777-1858) et de Wilhelmine von Lüder (1784-1839).
Josef Hecker était l'administrateur de la seigneurie du Freiherr Fritz de Venningen, qui fut le parrain de Friedrich. Josef était plutôt de sensibilité libérale : en 1815, il fut l'un des auteurs d'une adresse assez critique au grand-duc de Bade.
Friedrich étudia le droit à Heidelberg - et, brièvement, à Munich - dans les années 1830 pour devenir avocat. En 1838, il fut reçu au barreau de Mannheim et y devint avocat, au tribunal de première instance. L'année suivante, il épousa Maria-Josephine Eisenhardt (1821-1916), fille d'un marchand mannheimois. Le couple, qui aura dix enfants, s'installa dans le « Palais Pigage », une belle demeure du XVIIIe siècle située dans le « carré » B1 de la ville.

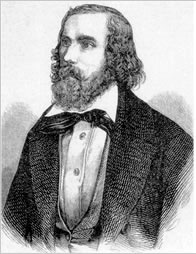
Friedrich Hecker, jeune député badois (années 1840).

Fils d'un juriste libéral qui eut une grande influence sur la formation de ses opinions politiques, le jeune Friedrich put également entrer en contact avec les propagateurs d'idées progressistes très « avancées » (comme le socialisme utopique) lors du voyage d'études qu'il effectua à Paris en 1835-36. En juillet 1842, les électeurs de la circonscription de Weinheim-Ladenburg (près de Mannheim) l'élurent député à la seconde chambre du parlement (Landtag) badois.
En vertu de la constitution badoise de 1818, inspirée de la Charte française de 1814, le parlement de Carlsruhe se composait de deux chambres :
- la première était constituée de membres de la haute aristocratie ou du clergé, nommés par le grand-duc ou héréditaires, ainsi que de membres élus par les seigneurs terriens et les professeurs d'université ;
- la seconde était constituée de soixante-trois députés dont huit étaient nommés par le grand-duc, les cinquante-cinq autres étant élus pour huit ans[N 4] au suffrage indirect, selon un système de grands électeurs, par les hommes de plus de vingt-cinq ans bénéficiant du droit de cité ainsi que par les détenteurs de fonctions publiques. Pour être éligible, il fallait avoir plus de trente ans, être chrétien et disposer d'une fortune ou de revenus importants.

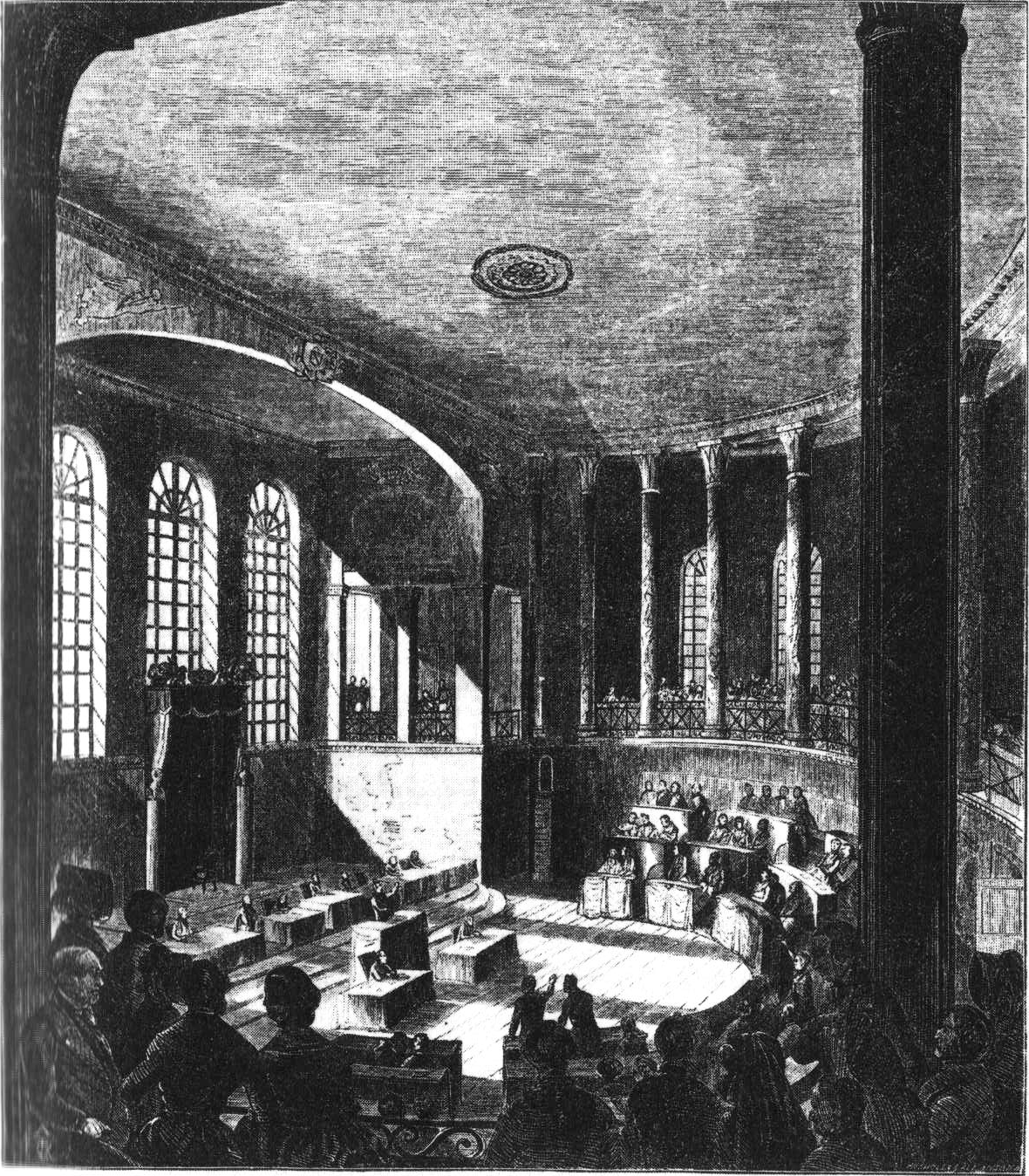
La chambre des députés de Carlsruhe en 1845. Hecker y siégea de 1842 à 1848.

D'apparence libérale, ce système limitait cependant les pouvoirs du parlement, l'initiative des lois revenant au grand-duc et à son gouvernement.
Les prérogatives du parlement badois étaient d'autant plus réduites que les décisions de la Diète (Bundestag) de la Confédération germanique, composée des ambassadeurs des États membres, prévalaient sur la législation des États. Ainsi, en 1831, quand le député libéral Welcker obtint le vote d'une loi sur la liberté de la presse qui entrait en contradiction avec les lois de censure de la Confédération (décrets de Karlsbad), elle fut purement et simplement annulée par le grand-duc au nom de l'autorité supérieure du Bundestag de Francfort. Ce dernier était alors le principal relais de l'ordre conservateur et liberticide mis en place par le chancelier autrichien Metternich, dont un des confidents n'étaient autre que Blittersdorff, chef du gouvernement badois de 1839 à 1843.
Revendiquant des réformes libérales et davantage de prérogatives pour leur assemblée représentative, les députés libéraux, regroupés autour de l'avocat Johann Adam von Itzstein, menèrent une opposition tenace contre le gouvernement conservateur de Blittersdorff. Par patriotisme, il ne s'opposaient pas au principe d'une autorité centrale surpassant celle des États membres de la Confédération, mais ils estimaient qu'elle devait émaner d'une assemblée nationale élue, remplaçant ainsi le fait des princes par une souveraineté nationale allemande.
Élu en 1842 en tant que candidat de cette opposition libérale, et réélu en 1846 et 1847, Friedrich Hecker participa avec vigueur à ce mouvement. Itzstein le considérait alors comme son plus proche disciple.
En 1845, Hecker et Itzstein entreprirent un voyage à travers l'Allemagne. Incarnant l'aile gauche du mouvement libéral allemand, les deux hommes furent expulsés de Berlin en mai par la police prussienne, ce qui entraîna un mouvement de protestation et de soutien à travers toute l'Allemagne.
Dans la seconde moitié des années 1840, les libéraux avaient beaucoup progressé au pays de Bade. Ils étaient majoritaires au Landtag de Carlsruhe et étaient représentés au gouvernement par Johann Baptist Bekk, ministre de l'Intérieur. Le contexte de crise sociale de la fin des années 1840 entraîna cependant une distinction progressive entre les libéraux plus modérés et les libéraux radicaux (ou « démocrates ») menés par le journaliste Gustav Struve. Après avoir tout d'abord joué un rôle de modérateur entre ces deux courants, Hecker se rapprocha de Struve à partir de 1846, année où les deux hommes fondèrent un « Comité pour l'amélioration du sort des classes laborieuses ».

### Un champion du radicalisme (1846-1847)

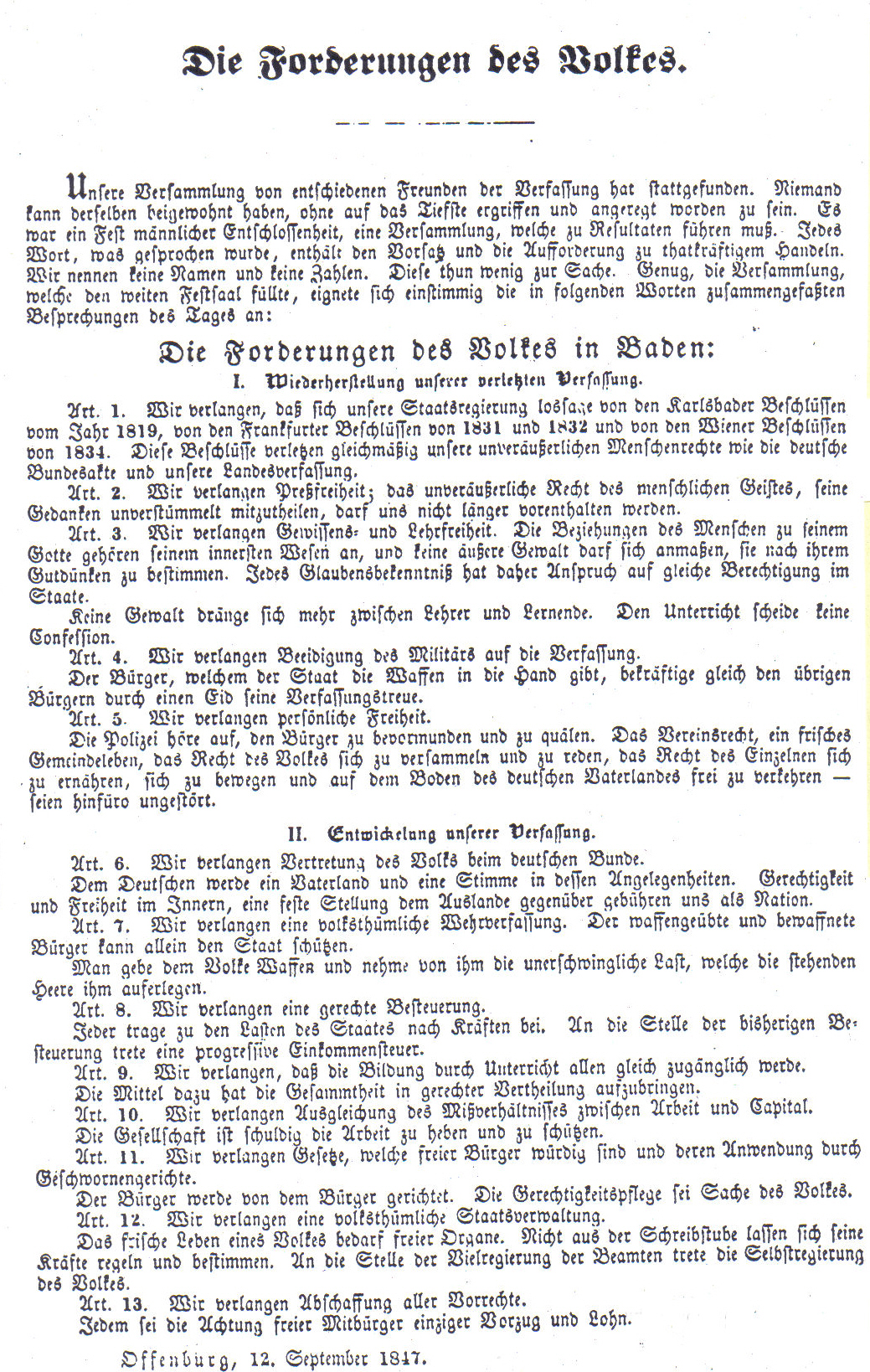
Le programme radical d'Offenbourg (12 septembre 1847) a lancé les mots d'ordre de la Révolution de Mars.

Dès 1846, Hecker était devenu une des figures emblématiques de l'extrême-gauche badoise (dont il qualifiait les membres de Ganze, d'« entiers », par opposition aux libéraux modérés, surnommés Halbe, les « moitiés », en référence à leur politique de juste milieu).
Il se fit également connaître et apprécier du grand public en prenant part au mouvement nationaliste de protestation suscité à partir de 1846 par la revendication, par le roi danois Christian VIII, d'une incorporation du duché de Schleswig au royaume du Danemark. Le député badois fit connaître sa position dans un ouvrage publié en 1847. L'année précédente, il avait déjà exprimé sa passion nationaliste en exposant à la chambre la menace du panslavisme qui pesait, selon lui, sur la « patrie allemande » et sur la « race germanique ».
Le 12 septembre 1847, lors d'un meeting organisé à Offenbourg, Hecker fit acclamer un programme politique radical inspiré des idées de Struve. Outre les revendications politiques libérales (liberté de la presse, création d'une garde nationale sur le modèle français) et nationales (réunion d'un Parlement national allemand à Francfort), des revendications d'esprit démocratique (mise en place du suffrage universel) et social (« enseignement pour tous », « compensation de la disparité entre Capital et Travail ») furent également énoncées. Le rassemblement radical d'Offenbourg, dominé par Hecker et Struve, lança ainsi les mots d'ordre du mouvement révolutionnaire allemand.
Ne souhaitant pas être en reste, les libéraux tinrent à leur tour une réunion, à Heppenheim, dès le mois suivant (10 octobre), et y élaborèrent un programme reprenant les revendications libérales et nationales du meeting d'Offenbourg.

## Pendant la Révolution: du légalisme à l'insurrection

### La figure emblématique de l'élan radical (février-mars 1848)

#### Au début de la Révolution badoise: un radical à l'avant-garde des réformes libérales

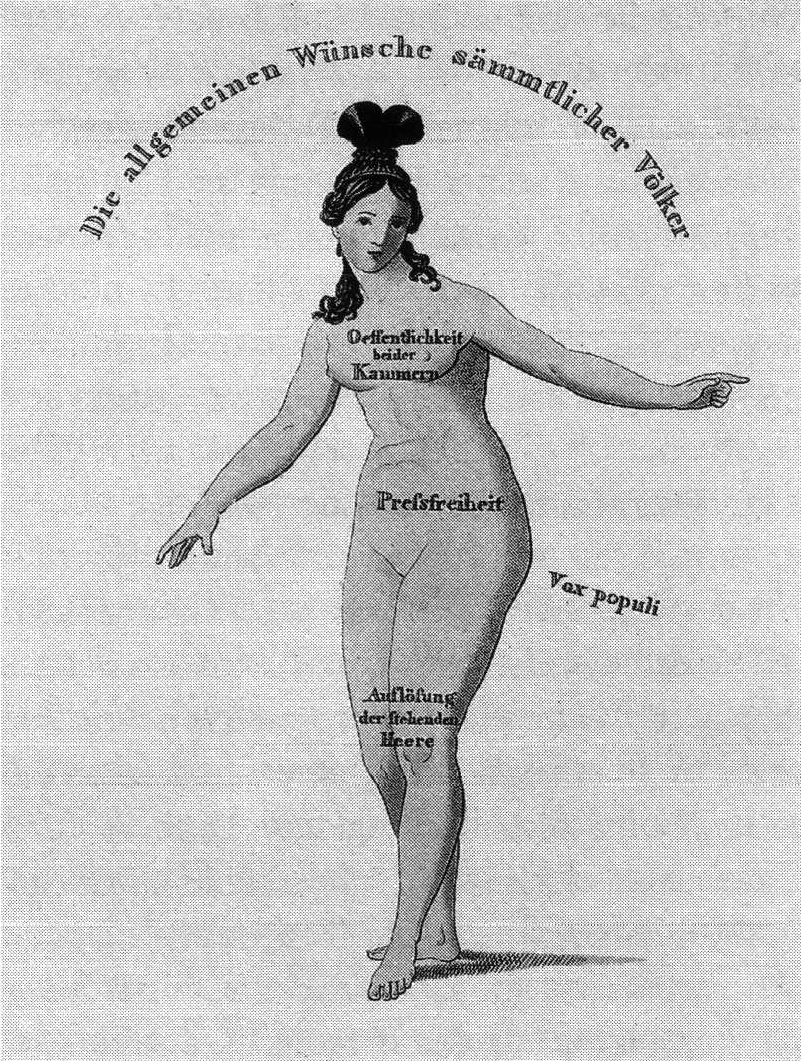
Cette caricature allemande de 1848 ironise sur les revendications des révolutionnaires. L'association de la vox populi à une flatulence montre la méfiance des conservateurs et des libéraux modérés envers les radicaux, dont ils assimilaient les aspirations démocratiques aux risques de démagogie et de désordre social.

Le 25 février 1848, la Révolution parisienne renversa la Monarchie de Juillet et mit en place une république. La nouvelle de cet événement parvint rapidement dans une Allemagne du Sud-Ouest prête à la Révolution.
Dès le 27 février, une assemblée populaire (Volksversammlung) réunit près de trois mille personnes à Mannheim, autour des radicaux Hecker et Struve et des libéraux Itzstein, Mathy, Bassermann et Soiron. Les revendications de la Gauche étaient alors résumées en quatre points : instauration d'une garde nationale dont les officiers seraient élus, abolition de la censure, création d'un jury sur le modèle anglais, réunion d'un parlement allemand à Francfort. Ainsi, dès les premiers jours de la Révolution, c'est l'ensemble de la Gauche, libéraux modérés y compris, qui était entraîné par l'élan radical lancé à Offenbourg par Hecker et Struve. Les députés radicaux, pourtant minoritaires au Landtag badois (environ 6 sur 63 députés) étaient en effet soutenus par la majorité des masses révolutionnaires.
Du 29 février au 2 mars, le Landtag de Carlsruhe se réunit dans une ambiance d'agitation révolutionnaire qui inquiéta le pouvoir en place : la foule menaça le château avant d'être dispersée, le ministère des Affaires étrangères fut incendié. Le 1er mars, tandis que Struve conduisait le cortège des pétitionnaires, Hecker siégeait dans une chambre des députés acculée aux réformes. Le parlementaire d'extrême-gauche était cependant encore attaché à un certain légalisme : il empêcha ainsi Struve et ses pétitionnaires d'accéder à la tribune. Quand il voulut ensuite lire les pétitions populaires à cette même tribune, il fut aisément rappelé à l'ordre par Bekk au nom du règlement de la chambre.
Lors de cette même séance, Hecker prit la défense d'une motion en six points, signée par sept autres députés radicaux et libéraux. Outre les quatre revendications de Mannheim, cette motion demandait l'abolition des lois fédérales d'exception de 1819 (décrets de Karlsbad), l'égalité politique de tous les citoyens (ce qui incluait les « catholiques allemands » et les juifs, dont Hecker défendait à présent l'émancipation après l'avoir longtemps repoussée), ainsi que l'abolition des derniers privilèges et droits seigneuriaux. Souhaitant soumettre immédiatement sa motion au vote des députés, ce qui était contraire au règlement de la chambre, Hecker fut à nouveau rappelé à l'ordre, cette fois par le libéral modéré Mathy.
Malgré l'emballement révolutionnaire et la tentation du passage en force avec l'appui de la foule, le député radical a donc adopté par trois fois une attitude légaliste : en empêchant Struve d'accéder à la tribune, en acceptant de ne pas donner lecture des pétitions apportées par le peuple, et en renonçant à faire immédiatement voter sa motion. Cette dernière se référait d'ailleurs à la Constitution badoise de 1818, que Hecker ne cherchait pas à faire abolir, mais qu'il souhaitait au contraire ériger sur un socle démocratique. Il condamna également les actes de pillage et de violence commis par les foules révolutionnaires, en lançant par exemple un appel contre les troubles anti-juifs et en faisant même envoyer l'armée pour protéger les israélites de Tauberbischofsheim.
Le 2 mars, les revendications de Hecker et ses amis furent reprises par le libéral Carl Theodor Welcker dans un projet final de douze vœux adressés au Grand-duc Léopold Ier. Hecker prit plusieurs fois la parole lors de cette séance, se référant à l'exemple français pour évoquer le « droit au travail » (en faisant l'éloge des ateliers nationaux) et pour comparer le futur Parlement de Francfort à une « Convention nationale allemande ». Il fut acclamé par les spectateurs des galeries, notamment quand il déclara : « À la porte, Blittersdorff ! À la porte Regenauer ! À la porte, Trefurt ! À la porte, immédiatement ! », en réponse à une proposition de Welcker visant à renvoyer du gouvernement les ministres les plus conservateurs. Dès le 3 mars, le gouvernement prit l'engagement de prendre en considération les vœux résumés par Welcker. Treize jours plus tard, le grand-duc lui-même fit savoir qu'il acceptait ces réformes. Six jours plus tôt, la Diète de la Confédération germanique venait de renoncer aux décrets de Karlsbad (10 mars). Le mouvement libéral et radical semblait par conséquent être parvenu à ses fins.

#### AuVorparlamentde Francfort: un radical marginalisé par les libéraux monarchistes

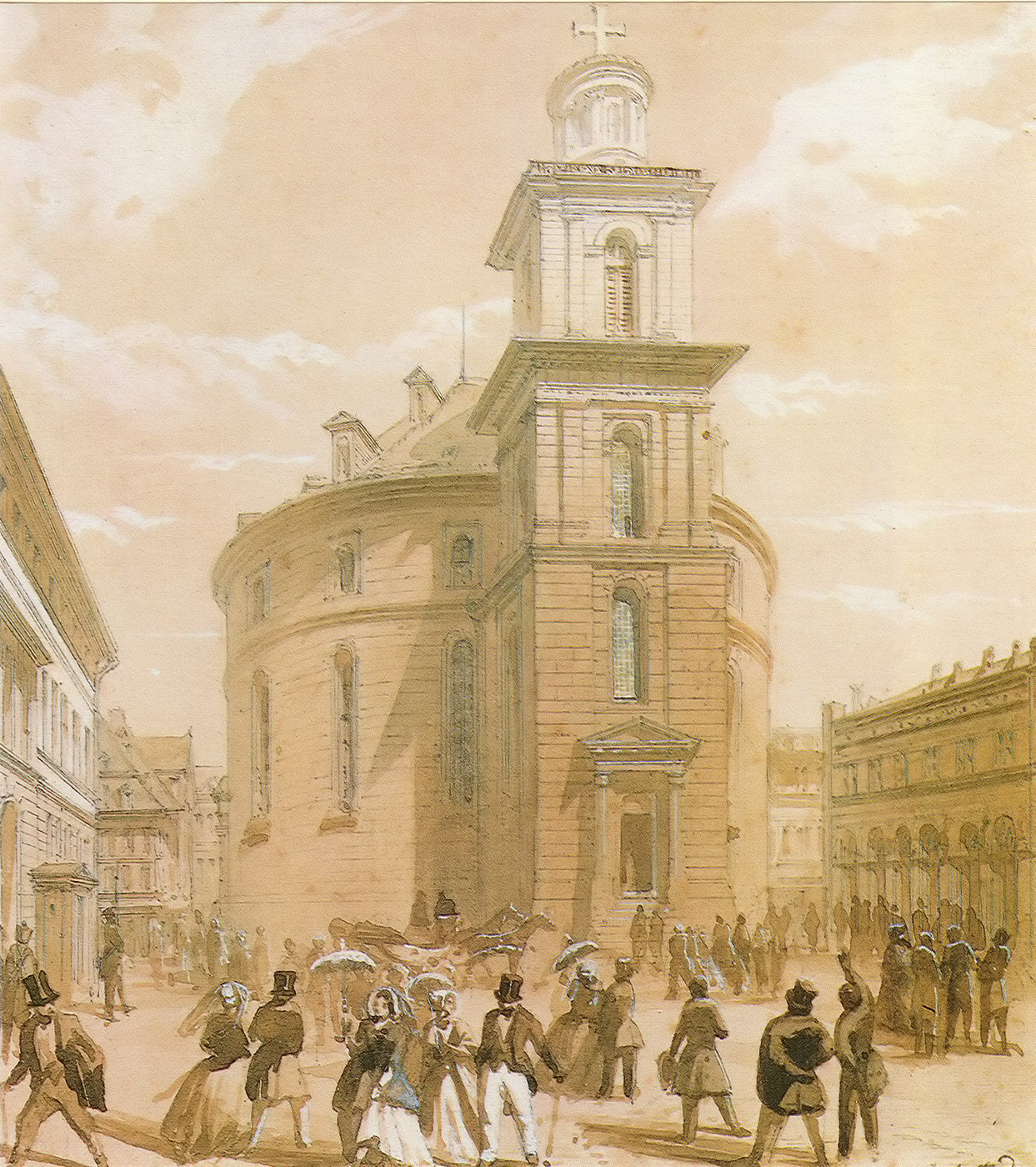
L'église Saint-Paul de Francfort accueillit, avant le Parlement national, un « pré-parlement » chargé de préparer les élections (31 mars-3 avril). Hecker en fit partie mais fut rapidement marginalisé par la majorité libérale modérée.

Le 5 mars eut lieu à Heidelberg une réunion d'une cinquantaine de libéraux et des démocrates, organisée par Itzstein et à laquelle Hecker participa. Elle aboutit à la désignation d'une commission permanente de sept membres chargée de préparer la création du Parlement de Francfort. Deux semaines plus tard, un rassemblement populaire, à nouveau organisé à Offenbourg, réunit près de 15 000 personnes et vit la création du Vaterlandsverein (19 mars). Ce « Cercle patriotique », organisé en de nombreuses sociétés locales et présidé par Hecker, constitue le premier grand parti démocratique allemand.
Avant l'élection, en avril-mai, du Parlement national, c'est une assemblée de notables, le « Pré-parlement » (Vorparlament), qui se réunit du 31 mars au 3 avril dans l'église Saint-Paul de Francfort.

Lors des débats, Hecker y fut remarqué par Malwida von Meysenbug : « Hecker s'élança à la tribune. Il était beau ; il avait une tête de Christ, de longs cheveux blonds et une expression noble et enthousiaste. Depuis des années déjà son nom était connu dans toute l'Allemagne, comme celui d'un des champions de la liberté, qui réalisait dans sa vie privée les principes pour lesquels il combattait en public. Il parlait avec un feu et une éloquence irrésistibles. »
Chefs de file des radicaux, Hecker et Struve voulaient faire de ce Vorparlament une assemblée républicaine permanente dotée du pouvoir exécutif, sur le modèle révolutionnaire français de la Convention nationale et aux dépens de la Diète de la Confédération germanique.
Ils se heurtèrent cependant à la politique monarchiste prônée par le député hessois prussophile Heinrich von Gagern, à laquelle se rallièrent la majorité des députés, dominée par les libéraux modérés. Exclu de la « Commission des Cinquante » élue par l'assemblée (il s'agissait d'une commission permanente chargée de représenter le Vorparlament auprès de la Diète et d'organiser l'élection des députés au Parlement allemand), Hecker prit alors conscience de l'impossibilité d'instaurer une véritable démocratie nationale dans le cadre légal.
De plus, la réaction semblait déjà en marche. En effet, dès le 8 avril, le journaliste radical Joseph Fickler, un ami de Hecker, était arrêté à Carlsruhe, tandis que les libéraux modérés (tels Von Gagern à Francfort ou Bekk à Carlsruhe), craignant les conséquences de l'accès des masses au suffrage universel, proposaient désormais d'exclure de ce dernier les citoyens qui n'étaient pas « indépendants » ou qui n'avaient pas de lieu de résidence fixe, ce qui avait pour effet d'écarter les salariés, ouvriers des fabriques ou journaliers agricoles, les plus acquis aux idées radicales.

### Le meneur de la première insurrection républicaine badoise (avril 1848)

#### Les quinze jours de la République badoise (12 - 27 avril)

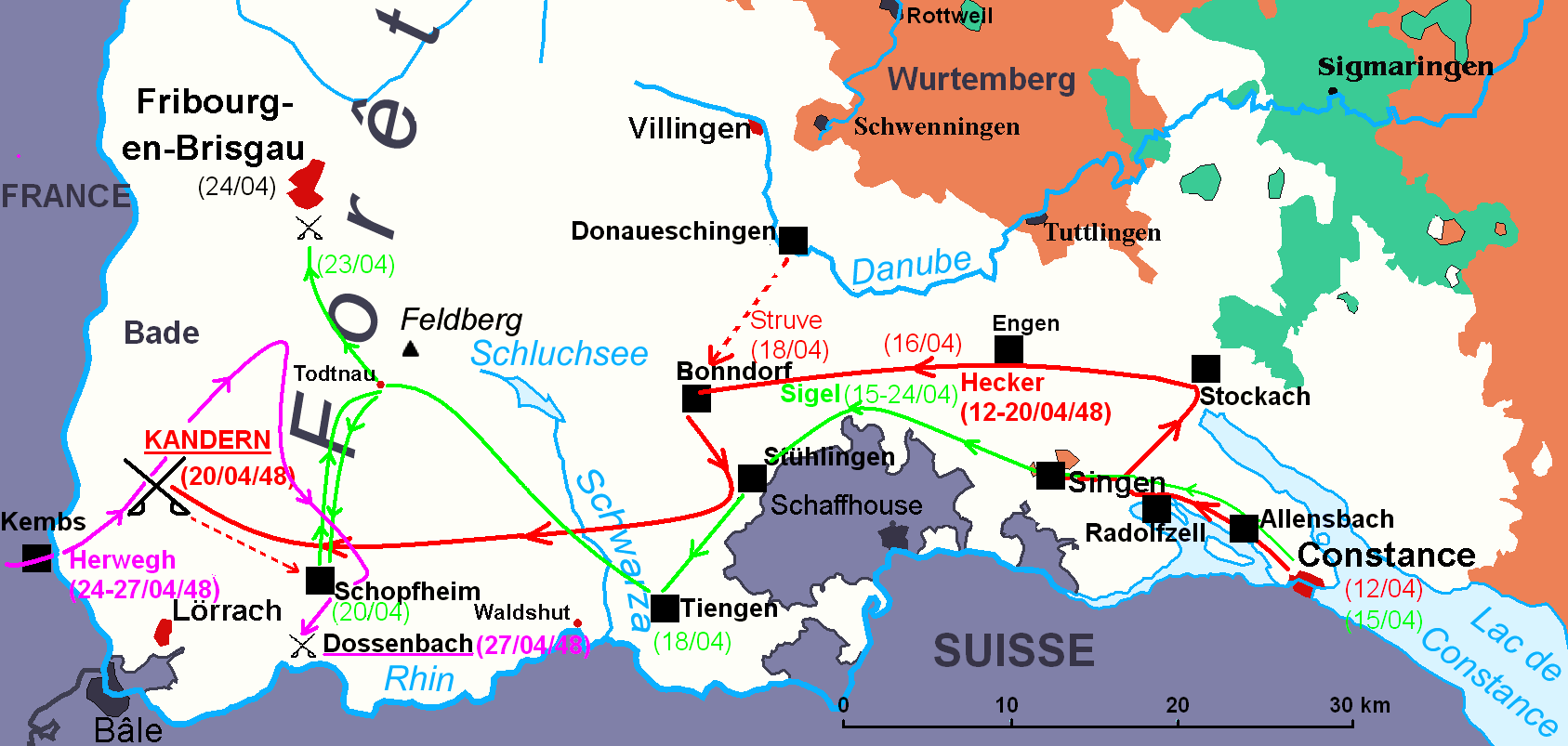
Révolution républicaine d'avril 1848 dans le Sud du Grand-duché de Bade. Le trajet des troupes républicaines est indiqué de différentes couleurs : en rouge, le parcours d'Hecker, du 12 au 20 avril ; en vert, celui de Sigel, du 15 au 23 avril ; en violet, celui d'Herwegh, du 24 au 27 avril.

Confronté à la « trahison » anti-démocratique des libéraux modérés et aux prémices d'une répression anti-radicale (l'arrestation de son ami Fickler, le 8 avril, pouvait précéder la sienne), Friedrich Hecker dut se résigner à prendre la direction d'un mouvement républicain insurrectionnel.
Le 12 avril, il proclama la République allemande à Constance, patrie de Fickler, et lança un appel aux armes destiné à tous les démocrates, exhortés à se rassembler le vendredi 14 avril, à midi, sur la place du marché de Donaueschingen. À la tête d'une armée de 6 000 partisans, qu'il dirigeait conjointement avec le jeune officier Franz Sigel, il se dirigea tout d'abord vers le Nord-Ouest, vers Donaueschingen (où Struve devait rassembler les partisans ayant répondu à l'appel), tandis que Sigel prit une route parallèle, plus au Sud, pour lever en chemin de nouvelles troupes. Hecker bifurqua ensuite vers le Sud-Ouest, vers la rive du Rhin, où il devait rejoindre Sigel ainsi que d'autres insurgés venant de France et engagés dans une « Légion démocratique allemande ». Avec le renfort de cette dernière, dirigée par le poète Georg Herwegh, il comptait ensuite marcher sur Carlsruhe pour y renverser le gouvernement du grand-duc.

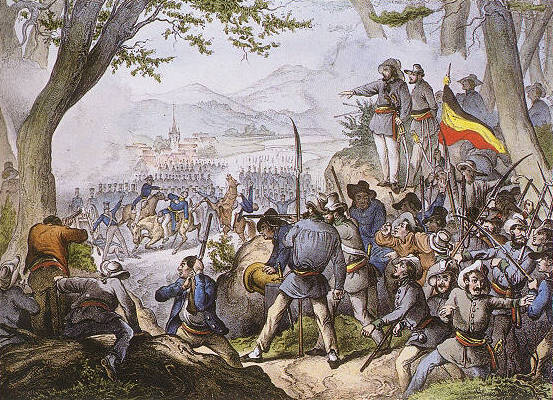
La bataille de Kandern (20 avril 1848) mit fin à l'insurrection républicaine de Friedrich Hecker.

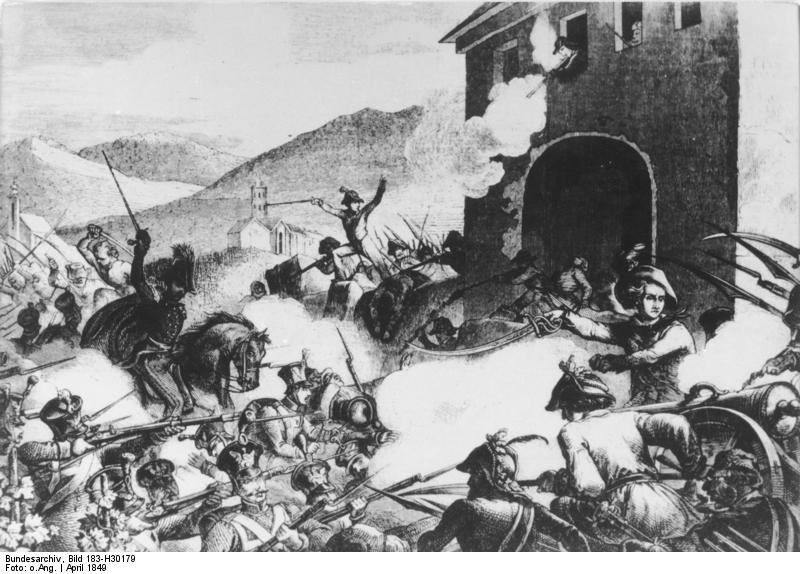
Sigel fut vaincu devant les portes de Fribourg-en-Brisgau par le général Hoffmann, qui put ensuite prendre la ville (24 avril) et défaire Herwegh à Dossenbach (27 avril).

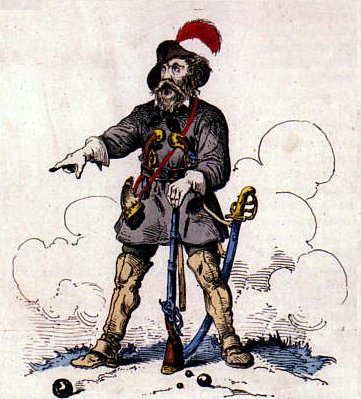
Représentation caricaturale de Friedrich Hecker illustrant les paroles d'une chanson parodique, Das Guckkasten-Lied vom großen Hecker (« Le Chant zograscopique du grand Hecker »), de Karl Gottfried Nadler (1848).

Le 13 avril, la « Commission des Cinquante » s'efforça de rappeler les rebelles à la raison. Mais les tentatives de conciliation se heurtèrent à la détermination des insurgés, qui poursuivirent leur équipée. Or, mal armés et mal entraînés, les francs-tireurs (Freischärler) de Hecker ne pouvaient faire face aux 30 000 soldats, bavarois et hessois, commandés par le général Friedrich von Gagern (frère du député Heinrich von Gagern), que la Confédération germanique envoya contre l'insurrection. Le mardi 18 avril, alors qu'il bivouaquait à Bonndorf, Hecker fut rejoint par Struve et les partisans venus de Donaueschingen, dont ils avaient été chassés par l'avancée des troupes wurtembergeoises. Le surlendemain, jeudi 20 avril, l'armée régulière affronta les rebelles au lieu-dit du Scheidegg, près de Kandern. Lors de cette bataille de Kandern, Von Gagern fut tué par une des premières salves des francs-tireurs : rendue furieuse par la mort de son général, l'armée de la Confédération infligea alors une sévère défaite aux insurgés, qui se dispersèrent dans la Forêt-Noire sans avoir pu opérer leur jonction avec les 1 800 hommes d'Herwegh. Ce dernier ne traversa en effet le Rhin, entre Kembs et Kleinkems, que le 24 avril et n'arriva sur les lieux de la défaite que le 25 avril. Après avoir tenté en vain de rejoindre Sigel, il fit battre ses troupes en retraite vers la Suisse voisine.
Franz Sigel, dont les troupes avaient manqué à Hecker et Struve, était également arrivé trop tard : parvenu à Schopfheim le 20 avril, après la bataille, il ne put que récupérer une partie des troupes rebelles avant de se diriger vers le Nord, au secours des insurgés de Fribourg-en-Brisgau, assiégés par l'armée régulière commandée par le général Hoffmann. Le 23 avril, dimanche de Pâques, Hoffmann mit en déroute les troupes de Sigel avant de reprendre la ville dès le lendemain. Puis Hoffmann rattrapa et défit Herwegh à Dossenbach (aujourd'hui quartier de Schwörstadt, près de la frontière suisse) le 27 avril. Vaincus, Hecker, Struve, Herwegh et plusieurs de leurs camarades furent contraints de prendre la fuite en Suisse.

#### Analyses de l'échec du mouvement
L'échec du « putsch » d'avril s'explique tout d'abord par son côté improvisé : Hecker était resté légaliste jusqu'à la fin du mois de mars avant de se résoudre à une insurrection qu'il avait longtemps jugée inutile. Cet échec s'explique également par la faiblesse numérique et technique des troupes des francs-tireurs, mais surtout par le manque de soutien des masses populaires. Les classes moyennes étaient en effet restées majoritairement fidèles aux libéraux modérés, qui considéraient l'insurrection comme un coup de force contre les élections au Parlement, tandis que les paysans s'étaient détachés du mouvement révolutionnaire à partir du 14 avril, jour où le gouvernement badois avait proclamé l'abolition des privilèges nobiliaires et l'instauration d'une législation de rachat des terres favorable aux cultivateurs.
L'espoir de renforts venus de l'étranger avait également été un leurre : tandis que les troupes d'ouvriers allemands levées en France par Herwegh s'étaient révélées tardives et inefficaces, les radicaux suisses ne fournirent qu'un petit nombre de volontaires, les cantons helvétiques n'ayant ouvert leurs frontières que pour accorder l'asile politique aux vaincus.
La tentative de Hecker manquait également de soutiens politiques : tandis que ses ennemis déclarés, conservateurs et libéraux modérés, s'opposaient à tout projet de république démocratique, la plupart des libéraux radicaux (dont Robert Blum) comptaient sur le Parlement de Francfort pour y exprimer leurs idées dans un cadre légal. Plus à Gauche, la Ligue des communistes reprochait à Hecker et Herwegh de privilégier l'égalité politique à l'égalité sociale et considérait que la révolution devait venir du prolétariat de tous les pays et non d'un aventurier bourgeois et nationaliste. Le principal animateur de ce mouvement, Karl Marx, déclara : « Friedrich Hecker attend tout de l'action magique de quelques personnalités isolées. Nous attendons tout des conflits naissant des rapports économiques. [...] Pour Friedrich Hecker, les questions sociales sont des conséquences des luttes politiques, pour [nous] les luttes politiques ne sont que les formes dans lesquelles se manifestent les conflits sociaux. Friedrich Hecker pourrait être un bon républicain tricolore. ».
La faiblesse idéologique du mouvement républicain badois fut soulignée par des observateurs, comme le Français Saint-René Taillandier, qui écrivit : « M. Hecker et M. de Struve, prêchaient ouvertement la république : le premier, sans théorie précise, sans aucune trace de doctrine sérieuse, n'ayant à lui que l'éloquence avinée d'un étudiant badois en belle humeur ; le second, cherchant une sorte de système dans le Contrat social, mauvais scribe nourri de Robespierre et de Saint-Just, fanatique au teint hâve, à l'austérité pédantesque, un des moines mendiants de la démagogie ; tous deux, enfin, profondément méprisés des révolutionnaires du nord, et incapables, si la république triomphait, de tenir une heure seulement devant les montagnards de l'école hégélienne. »

## Après la Révolution: l'exil américain

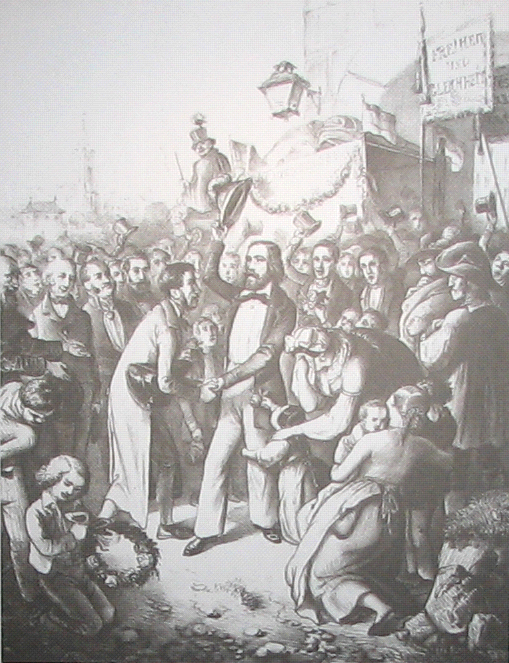
Adieux de Friedrich Hecker à ses partisans, près de Strasbourg, en 1849 (lithographie allemande du XIXe siècle).

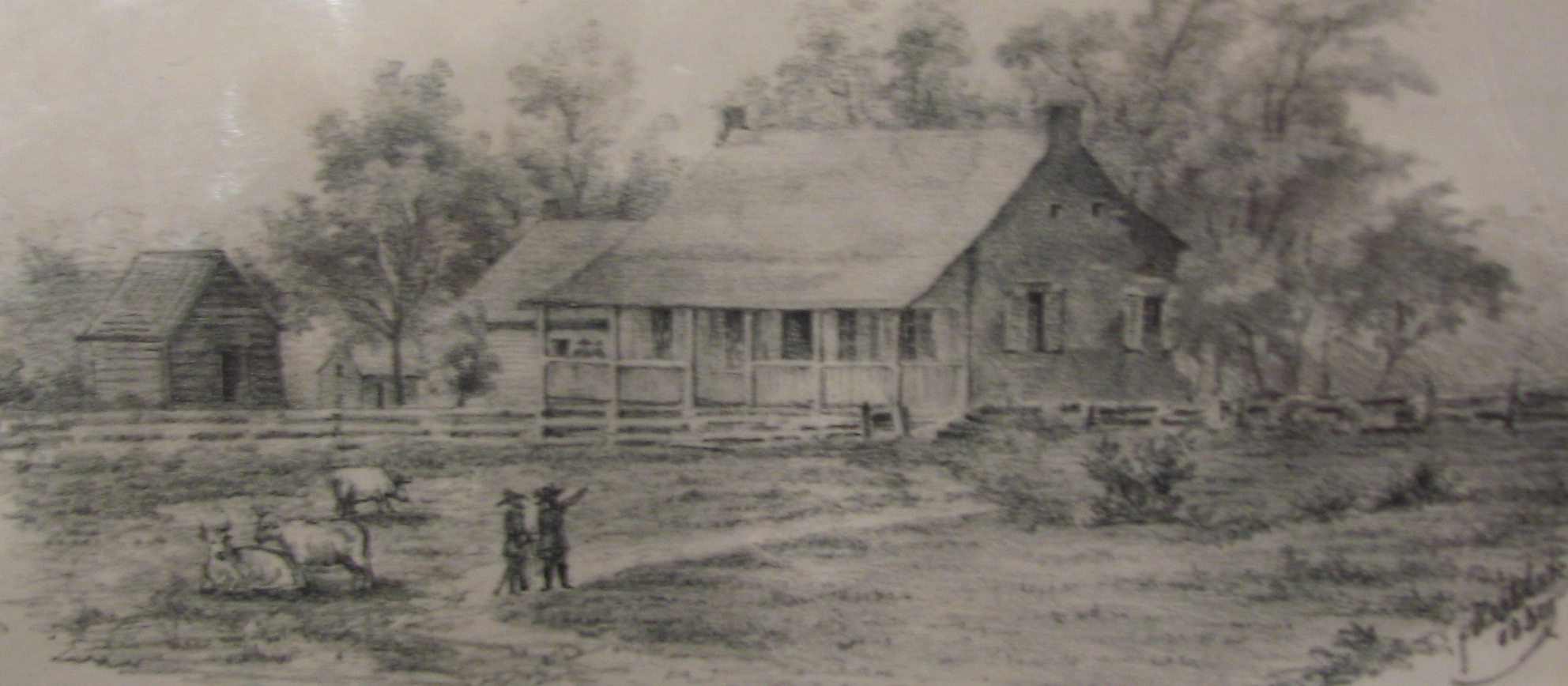
Vue de la ferme de Friedrich Hecker à Summerfield, près de Belleville, dans l'Illinois.

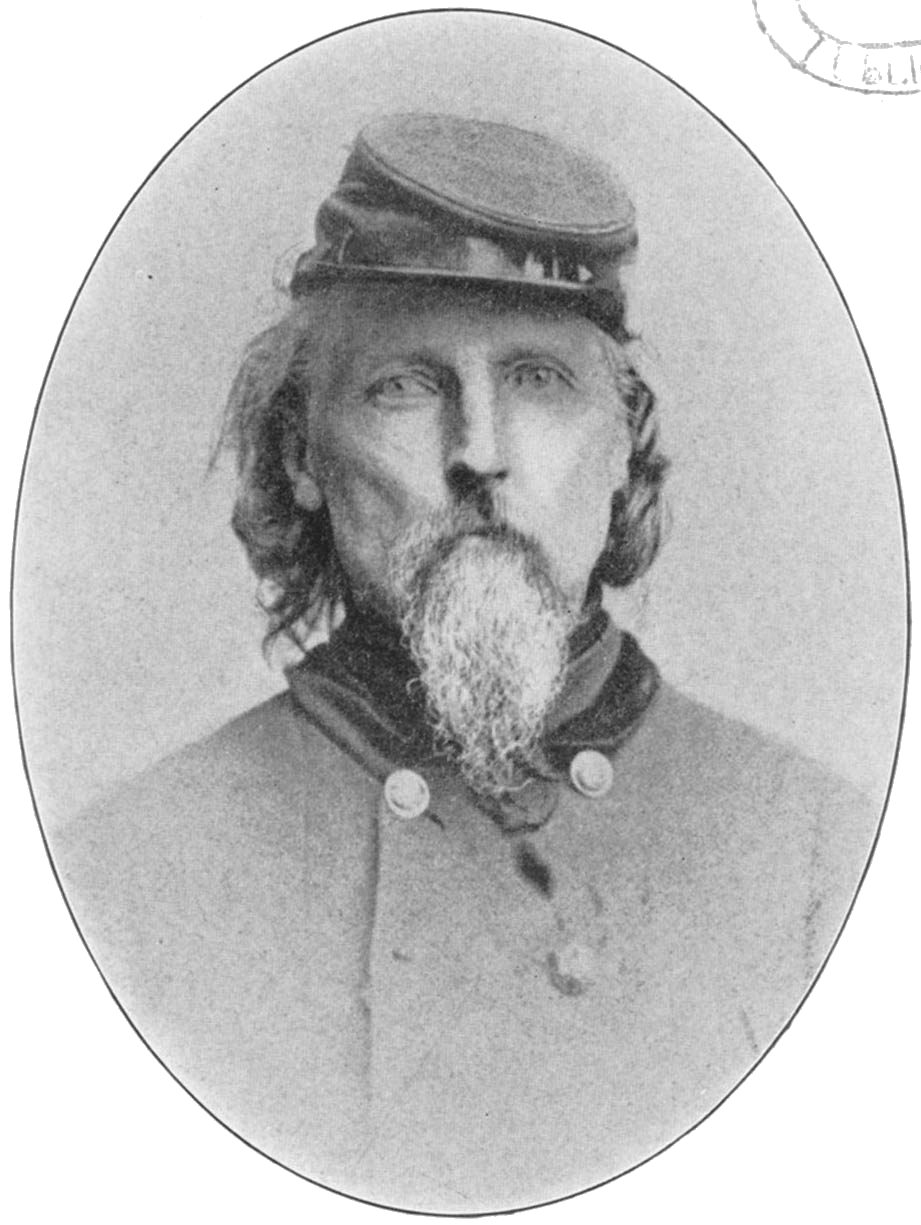
Friedrich Hecker en uniforme de colonel de l'armée de l'Union (v. 1861-64). Les Américains considèrent le révolutionnaire allemand comme un « combattant pour la Liberté des deux mondes », à l'image d'un nouveau Kosciuszko.

Après l'échec d'avril 1848, Struve tenta en vain une nouvelle insurrection républicaine à Lörrach, au mois de septembre. En mai 1849, une nouvelle tentative provoqua l'intervention des troupes prussiennes, qui mirent définitivement fin au mouvement révolutionnaire en prenant Rastatt le 23 juillet. La répression du mouvement révolutionnaire entraîna un millier de condamnations dans le Pays de Bade, où 80 000 personnes furent forcées de s'exiler, soit un Badois sur dix-huit. Friedrich Hecker, qui continuait à échafauder des projets révolutionnaires depuis l'étranger, était proscrit dans son pays : la publication d'une de ses proclamations dans la Nouvelle Gazette Rhénane des communistes Marx et Engels entraîna des poursuites judiciaires contre les rédacteurs du journal (octobre 1848).
Tout d'abord réfugiés en Suisse (près de Bâle, chez le père d'Emil Frey), Hecker et sa famille émigrèrent dès septembre-octobre 1848 aux États-Unis d'Amérique, pays d'accueil de nombreux Allemands dans les années 1840. Alors qu'il comptait sur le dernier sursaut révolutionnaire du printemps 1849 pour revenir en Bade, la féroce répression prussienne, qui l'empêcha d'aller plus loin que Strasbourg, et la levée de son immunité parlementaire firent comprendre à Hecker que cet exil était définitif.
Après avoir repris pendant quelque temps une activité d'avocat dans plusieurs villes, il acquit une ferme à Summerfield, près de Belleville dans le comté de Saint Clair (Illinois), pour y pratiquer l'élevage et la culture de la vigne. Hecker s'installa ainsi dans une région qui comptait déjà une importante communauté d'immigrés allemands et dont un des notables, Gustav Körner, était une de ses connaissances.

### Militant républicain et combattant de l'Union
À l'instar d'autres Forty-Eighters (« quarante-huitards ») allemands tels que ses camarades Franz Sigel ou Gustav Struve, Friedrich Hecker s'engagea en faveur de l'abolition de l'esclavage, politiquement, au sein du Parti républicain, puis militairement, dans l'armée nordiste.
Par désaccord avec les démocrates, qui usurpaient selon lui un adjectif indigne d'un parti défendant l'esclavage, puis par opposition aux Know Nothing, des nativistes qui luttaient contre l'intégration des immigrés irlandais et allemands, il adhéra au mouvement qui était alors le plus proche de ses idées, le Parti républicain, créé en 1854. Il fit donc campagne pour les candidatures de John C. Frémont (1856) et d'Abraham Lincoln (1860). Lors de ces élections, Hecker était un des onze grands électeurs républicains de l'Illinois.
Son engagement antiesclavagiste et républicain l'amena à rejoindre les rangs de l'armée de l'Union durant la Guerre de Sécession. Combattant avec son fils et d'autres immigrés allemands ou hongrois au sein de corps de volontaires, il se rendit tout d'abord dans la ville voisine de Saint-Louis où il voulait s'engager comme simple soldat (private) dans le régiment des volontaires du Missouri, sous les ordres de son ancien compagnon Franz Sigel. Mais c'est finalement avec le grade de colonel de brigade qu'il commanda successivement deux régiments d'infanterie des volontaires de l'État de l'Illinois. Blessé le 2 mai 1863 à la bataille de Chancellorsville, il prit part, en novembre 1863, à la bataille de Chattanooga, à la prise de cette dernière ville, puis à la défense de Knoxville.
Sur les 286 000 immigrés allemands qui se sont battus pendant la Guerre de Sécession, 216 000 (soit trois sur quatre) ont choisi, comme Hecker, le camp antiesclavagiste.
Par la suite, Hecker est resté fidèle au Parti républicain malgré une parenthèse de cinq ans (1872-1876) pendant laquelle il rejoignit le Parti républicain libéral initié par son compatriote Carl Schurz. Il refusa cependant de soutenir la candidature d'Horace Greeley et, en 1876, il fit à nouveau campagne en faveur du candidat investi par le Parti de Lincoln (Hayes).

### Dernières années et hommages
Hecker était un notable respecté de la communauté germano-américaine, pour laquelle il fonda un Turnverein (société de gymnastique) sur le modèle des sociétés de Jahn.

Toujours enthousiasmé par les progrès de l'unité allemande, Hecker fit paraître en 1867 ses Lettres épicées (Gepfefferte Briefe), dans lesquelles il se montrait favorable à l'unification prussienne, ce qui lui valut les reproches des libéraux fédéralistes, qui accusèrent Hecker d'ignorer le caractère autoritaire et hégémonique de la politique de Bismarck. Ce n'est qu'à l'occasion d'une visite du nouvel Empire allemand, en 1873, que l'ancien révolutionnaire put pleinement réaliser que l'Unité avait été finalement réalisée au détriment de la Liberté.

Resté dans son pays d'adoption, il continua à y publier des essais politiques. Il s'attaqua notamment, par anticléricalisme, à l'influence du catholicisme et au dogme de l'infaillibilité pontificale initié par Pie IX. Malgré ses convictions démocratiques, il se prononça contre le vote des femmes, estimant que la place de ces dernières était au foyer et non sur la scène politique. Adepte du consensus social autour des classes moyennes, il s'opposa enfin au communisme, dont il fustigea l'influence (qu'il qualifiait de « menace rouge ») lors de la grève des cheminots de l'été 1877.
Souffrant de troubles respiratoires, Friedrich Hecker mourut à l'âge de 69 ans, le 24 mars 1881, dans sa ferme de Summerfield.
Peu de temps après sa mort, des monuments furent érigés à sa mémoire, comme un obélisque dans le parc Benton de Saint Louis (Missouri) (1882) ou un buste dans le parc Washington de Cincinnati (Ohio) (1883, œuvre de Leopold Fettweis). Son nom fut même donné après 1895 à un village du Comté de Monroe (Illinois) précédemment nommé Freedom.
En Allemagne, où Hecker fut vénéré comme un héros de son vivant (le Heckerlied, un chant révolutionnaire, lui est consacré) et en particulier dans le pays de Bade, où il fit l'objet d'un culte populaire avant même la Révolution de Mars, le célèbre « chapeau calabrais » à plume porté par le révolutionnaire a été repris comme symbole par le centre-gauche social-démocrate. Ainsi, la section SPD de Constance décerne chaque année le « chapeau d'Hecker » à des personnalités du monde politique ou économique, telles que Jean Ziegler (2006) ou Gesine Schwan (2008).
En 1998, lors de la commémoration des 150 ans de la Révolution, plusieurs monuments ont été inaugurés dans le Sud-Ouest de l'Allemagne : à Constance, un bas-relief en faïence de l'artiste Johannes Grützke a été placé devant l'hôtel de ville  ; à Sinsheim, où un théâtre porte le nom du révolutionnaire badois, c'est une colonne commémorative, sculptée par Hans-Michael Franke, qui a été inaugurée. À Schopfheim, depuis 2004, un groupe sculpté impertinent et humoristique de Peter Lenk rappelle le passage de F. Hecker dans cette ville le 18 avril 1848. Lors de cette étape, seuls deux hommes et un chien auraient suivi le révolutionnaire : Lenk a par conséquent accompagné son effigie de Hecker d'une statue de chien.
Le Museum am Burghof de Lörrach conserve et expose le bâton de marche de Friedrich Hecker.
Il est inhumé au cimetière de Summerfield.

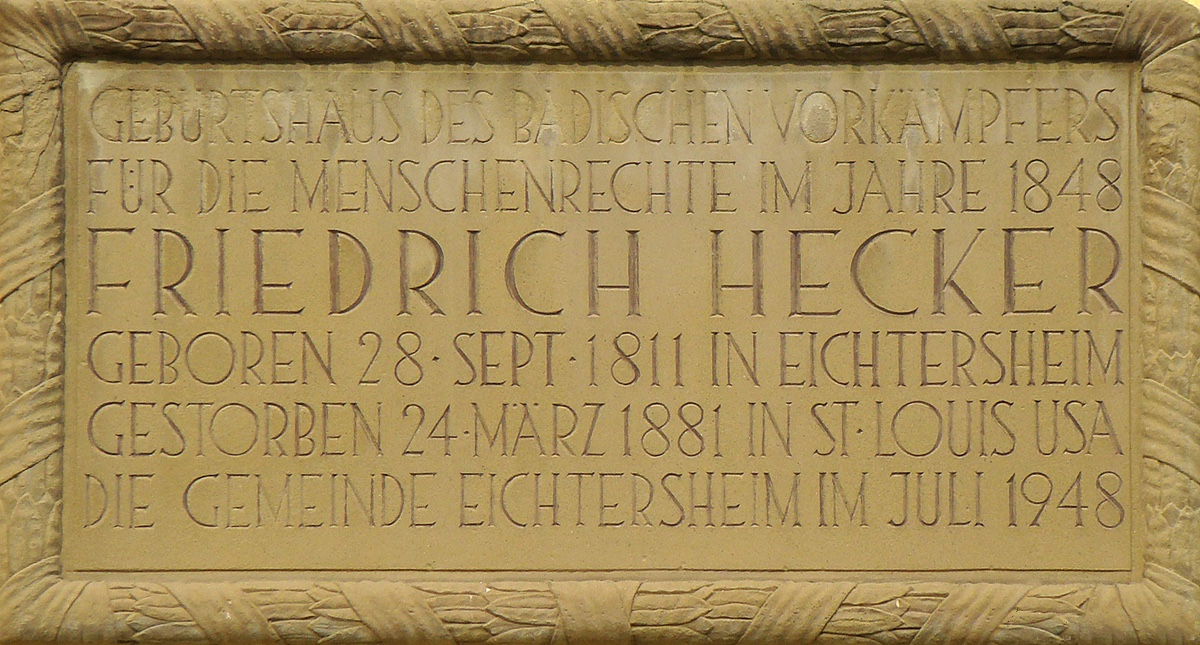
Plaque commémorative installée, à l'occasion du centenaire de la Révolution de 1848, sur la maison natale de F. Hecker, à Angelbachtal.
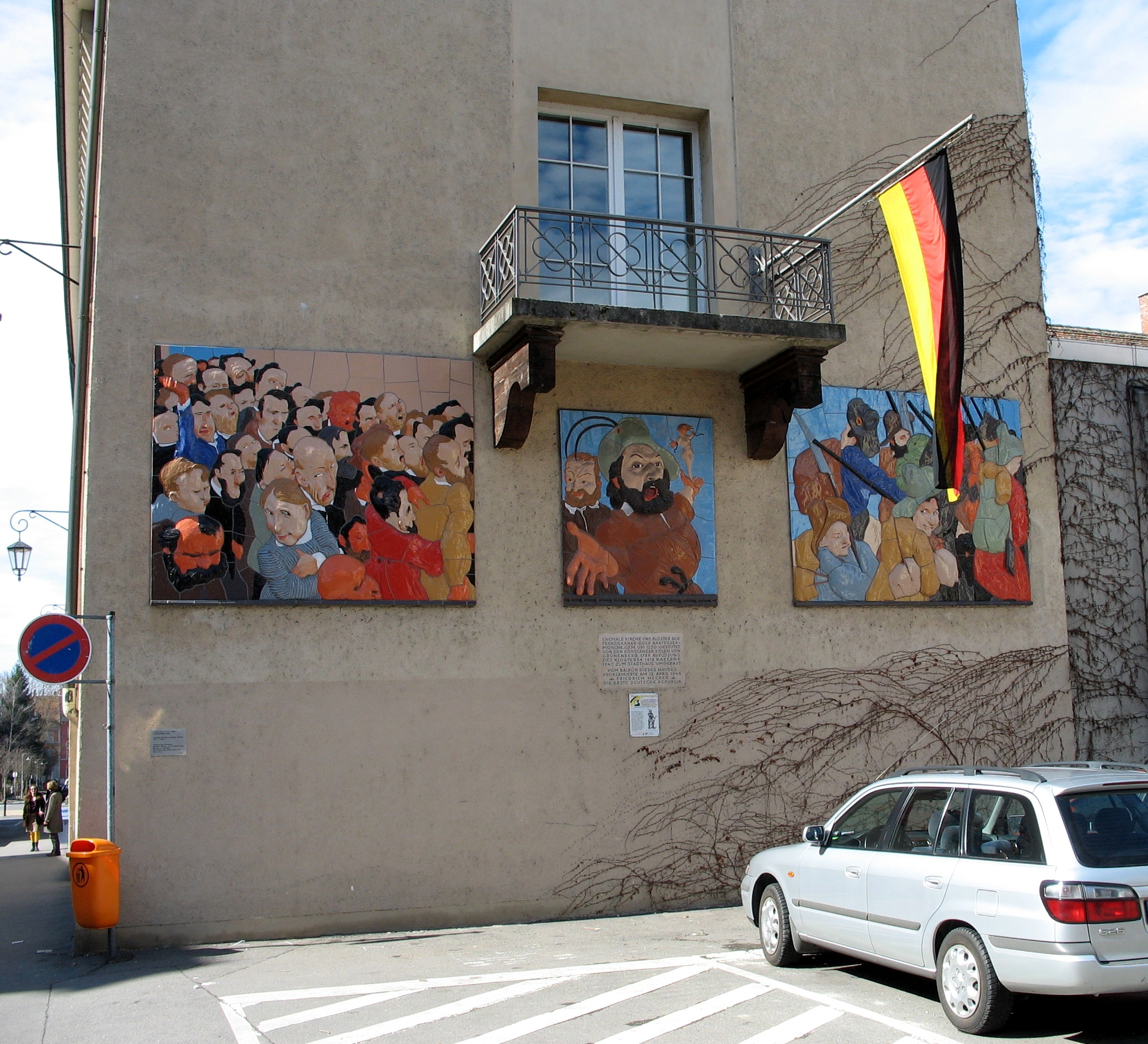
Bas-relief polychrome (1998) commémorant l'insurrection de F. Hecker, à Constance.
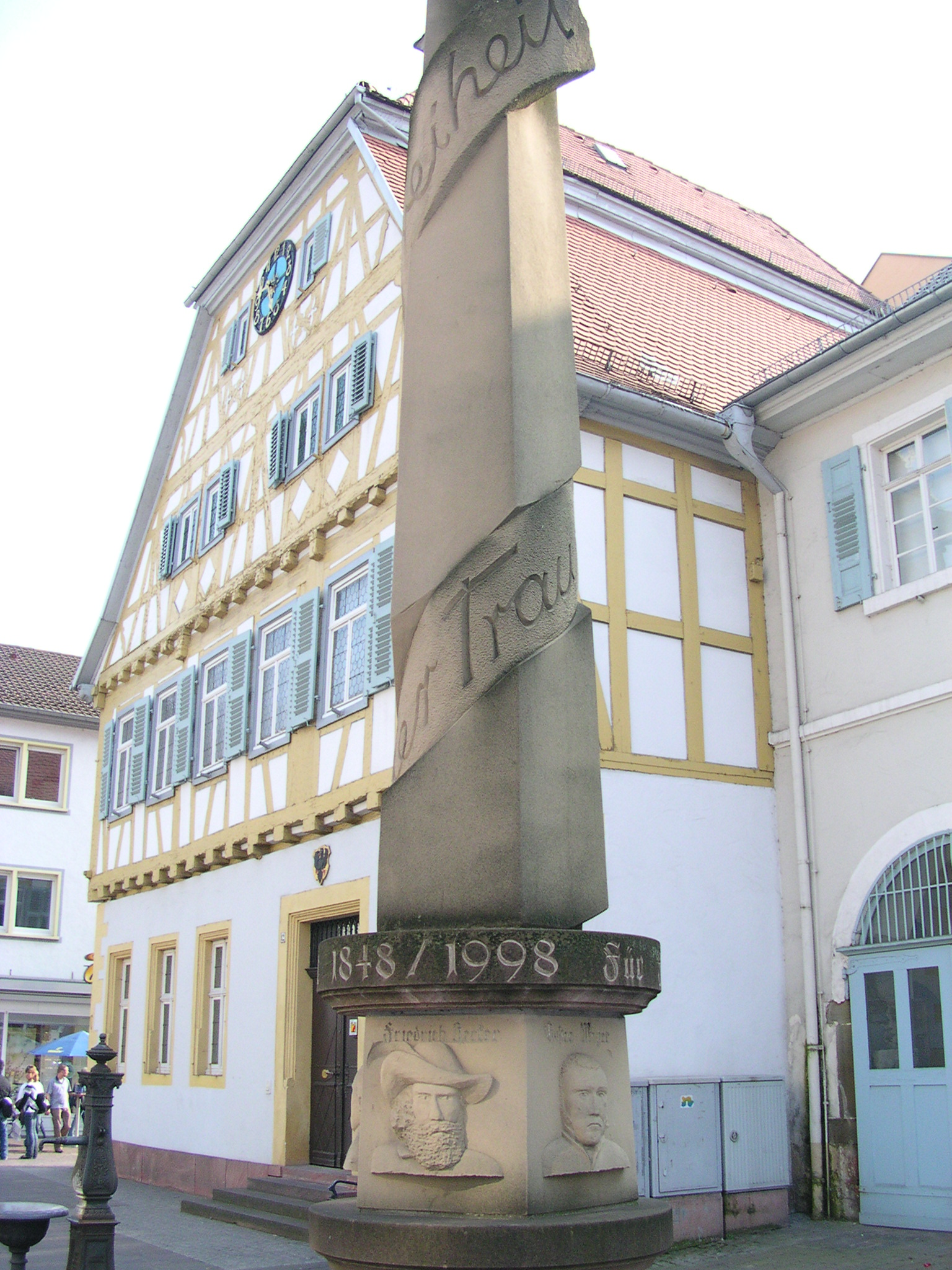
Colonne du Mémorial de la Liberté (1998) de Sinsheim, dont un bas-relief représente Hecker.
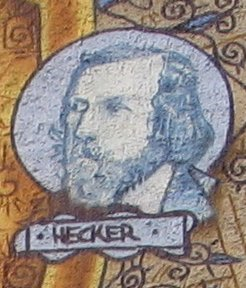
Fresque à Offenbourg.
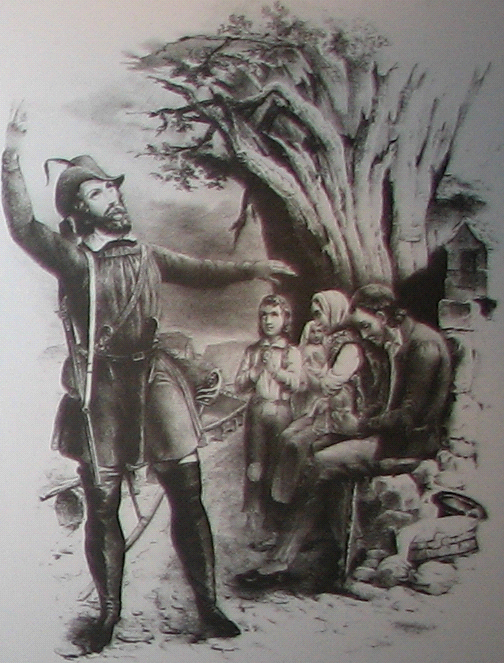
Gravure du XIXe siècle représentative du mythe Hecker : le révolutionnaire, à la physionomie christique et à l'allure romantique, coiffé de son célèbre chapeau à plume, y est représenté comme un protecteur des humbles.